# Sello vidrio-metal

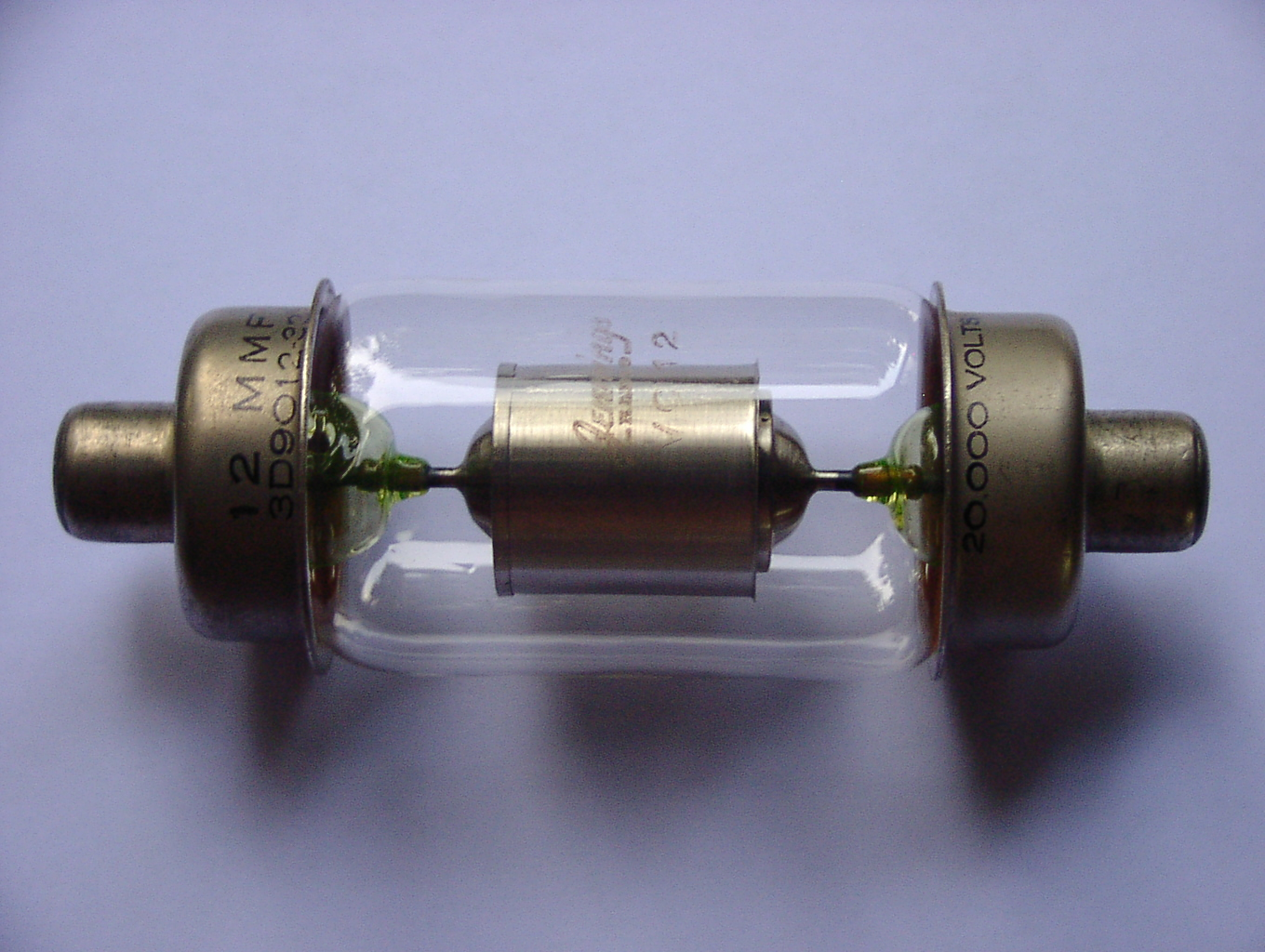
Vidrio a base de uranio es utilizado como sello de cables que penetran un condensador de vacío.

Un sello vidrio-metal es una solución al problema tecnológico de como hacer para atravesar el material de un recinto de vidrio (como por ejemplo una bombilla de luz) con alambres conductores de electricidad, de forma tal que no se produzcan fugas de gases o líquidos en la zona de contacto entre el vidrio y el material del alambre.
Este tipo de sello es un elemento muy importante en la fabricación de tubos de vacío, tubos de descarga eléctrica, lámparas incandescentes, diodos semiconductores encapsulados en vidrio, reed switch, ventanas de vidrio resistentes a presión en gabinetes metálicos, y conjuntos metálicos o de vidrio de componentes electrónicos.

## Sello de mercurio
El primer uso tecnológico de un sello vidrio-metal fue la contención de la zona de vacío en el barómetro de Torricelli. El mercurio líquido moja el vidrio y por lo tanto provee una excelente sello de vacío. El mercurio líquido fue también utilizado para sellar los cables eléctricos de las primeras lámparas de mercurio de arco al penetrar en los bulbos de silicio fundido. La rotura accidental del sello libera vapor de mercurio que incrementaba el riesgo de envenenamiento por mercurio.

## Sello de alambre de platino
El próximo paso fue utilizar un delgado alambre de platino. El platino se moja fácilmente por el vidrio y posee un coeficiente de expansión térmica similar al de la vidrio común y el vidrio de plomo. Además es fácil de manipular ya que no se oxida y posee un elevado punto de fusión. Este tipo de sello fue utilizado en equipamiento científico durante el siglo XIX y también en las primeras lámparas incandescentes y tubos de radio.

## Sello mediante alambres Dumet
En 1911 se inventó el sello Dumet para alambres, el cual todavía se utiliza actualmente para sellar el paso de alambres de cobre al penetrar en vidrio común o vidrio de plomo. Si se oxida de forma adecuada el cobre antes de que sea mojado por el vidrio fundido, se obtiene un sello resistente al vacío con buenas propiedades mecánicas. 
No es posible utilizar alambres de cobre puro, ya que su coeficiente de expansión térmico es mucho más elevado que el del vidrio. Por lo que al enfriarse se genera una fuerza de tracción elevada sobre la interfase vidrio-metal que rompe el pegado del vidrio con el metal. El alambre Dumet es un alambre de cobre que posee un núcleo central de una aleación de hierro y níquel que posee un bajo coeficiente de expansión térmica. De esta manera es posible obtener un alambre que posee un coeficiente de expansión térmica radial que es levemente menor que el coeficiente de expansión lineal del vidrio, con lo cual la interfase vidrio-metal queda expuesta a un menor esfuerzo de compresión. Aproximadamente el 27% del volumen del alambre es cobre. Aunque no es posible ajustar también el coeficiente de expansión térmica axial del alambre, a causa de la mucho mayor resistencia mecánica del núcleo de hierro-níquel comparado con el cobre, la expansión térmica axial del alambre Dumet es muy similar a la del núcleo. 
al alambre Dumet, una pequeña sección del níquel y del alambre de cobre quedan contenidos dentro del vidrio. Entonces el alambre de níquel y el vidrio que rodea al alambre Dumet son calentados con una llama de gas y el vidrio sella alrededor del alambre Dumet. El níquel y el cobre no producen un sellado resistente al vacío con el vidrio pero quedan sin embargo fijados desde un punto de vista mecánico. La soldadura también permite evitar inconvenientes con fugas de gas en la interfase entre el alambre del núcleo y el cobre.
-->